# Marianne Fredriksson
Marianne Fredriksson (Göteborg, 28 maart 1927 – Österskär, 11 februari 2007) was een Zweeds schrijfster en journaliste.
Ze groeide op in Göteborg als dochter van een scheepsbouwer. Haar moeder was huisvrouw en zorgde voor de twee kinderen. Na haar studie ging zij werken bij de plaatselijke krant, Göteborgstidningen.
Getrouwd met een zeeman koos Fredriksson er niet voor om haar bezigheden te beperken tot het opvoeden van haar kinderen, maar ze wilde het moederschap combineren met een carrière in de journalistiek. Eerst werkte ze in Göteborg als journalist. Na haar verhuizing naar Stockholm werkte ze als hoofdredacteur van een aantal tijdschriften: Allt i Hemmet (Over wonen), Vi Föräldrar (Ouders van nu) en Allt om mat (Over eten en drinken). Van 1974 tot 1989 werkte ze als redactiechef voor de krant Svenska Dagbladet.
Op haar tweeënveertigste raakte Fredriksson in een diepe depressie. Twee jaar psychoanalyse hielpen haar er langzaam weer bovenop. In die tijd ontdekte ze ook dat ze op een andere wijze dan alleen als journaliste kon schrijven. Het uitschrijven van een droom in het kader van de therapie luidde het begin van een tweede carrière in: als schrijfster.
In 1980 kwam haar eerste boek uit, "Evas bok" ("Het boek Eva", uitgegeven door uitgeverij De Geus). Sindsdien werden haar boeken met miljoenen gedrukt in tal van talen. In 1998 kreeg Fredriksson de Trouw Publieksprijs voor het Nederlandse Boek, voor de roman "Anna, Hanna en Johanna".
Marianne Fredriksson overleed op 79-jarige leeftijd.